# Perenniporia tenuis
Perenniporia tenuis es una especie de hongo de la familia Polyporaceae. Es un polyporáceo anual.

## Clasificación y descripción de la especie
Esta especie se reconoce por sus basidiomas resupinados de color crema a amarillo pálido y por sus esporas inamiloides. Basidioma anual, de 87-99 x 22-26 x 3 mm, resupinado, de consistencia corchosa, de color crema a amarillo pálido. Margen estéril, redondeado, de color amarillo blanquecino. Himenóforo con poros circulares a angulares, de 3-5 por mm, de color blanco amarillento a crema con tonos más oscuros de color café claro al secarse, con el borde liso. Tubos concoloros con el himenóforo, hasta de 2 mm de longitud. Contexto simple, esponjoso, de color gris amarillento, hasta de 1 mm de grosor.
Sistema hifal trimítico con hifas generativas de 2.0-4.0 μm de diámetro, fibuladas, hialinas, inamiloides, de paredes delgadas. Hifas esqueléticas de 3.0-6.0 μm de diámetro, hialinas, inamiloides. Hifas conectivas de 2.0-5.0 μm de diámetro, hialinas, inamiloides, frecuentemente ramificadas, de paredes delgadas. Cistidios ausentes. Basidiosporas de 5.6- 6.4 x 4.0-5.6 μm, elipsoides, lisas, de paredes delgadas, hialinas e inamiloides.

## Distribución de la especie
En México se ha colectado en los estados de Nuevo León, Querétaro y Sonora. También se encuentra ampliamente distribuido en las regiones boscosas de Norteamérica y Europa.

## Ambiente terrestre
Esta especie crece en abundancia en bosques de pino-encino y en bosque tropical caducifolio, sobre madera de alisos (Alnus) y encinos (Quercus). Causa pudrición blanca.

## Estado de conservación
Se conoce muy poco de la biología y hábitos de los hongos, por eso la mayoría de ellos no se han evaluado para conocer su estatus de riesgo (Norma Oficial Mexicana 059).